# Unguiphora
Infra-ordre
Les Unguiphora sont un infra-ordre de vers plats marins de l'ordre des Proseriata.

## Systématique
Le nom valide complet (avec auteur) de ce taxon est Unguiphora Sopott-Ehlers (d), 1985.

### Sous-taxons
Selon la base de données World Register of Marine Species (18 décembre 2023), l'infra-ordre des Unguiphora regroupe les familles et genres suivants :
- Genre Alloeostyliphora Curini-Galletti, Oggiano, & Casu 2001
- Famille des Nematoplanidae Meixner, 1938
- Famille des Polystyliphoridae Ax, 1958